# Maizières-lès-Metz
Maizières-lès-Metz település Franciaországban, Moselle megyében. Lakosainak száma 11 725 fő (2022. január 1.). Maizières-lès-Metz Hagondange, Fèves, Hauconcourt, Marange-Silvange, Semécourt, Talange és Woippy községekkel határos.

## Népesség
A település népességének változása:
| Lakosok száma | 9834 | 9790 | 8901 | 9750 | 11 233 | 11 200 | 11 388 | 11 668 | 11 776 | 11 725 |
|               | 1968 | 1982 | 1990 | 2006 | 2013   | 2015   | 2017   | 2019   | 2020   | 2022   |